# Lis płowy
Lis płowy, korsak amerykański (Vulpes velox) – gatunek drapieżnego ssaka z rodziny psowatych (Canidae), najmniejszy przedstawiciel tejże rodziny żyjący w Ameryce Północnej.

## Etymologia
- Vulpes: łac. vulpes, volpe lub vulpis „lis”[5].
- velox: łac. velox, velocis „szybki”, od volare „uciekać, szybko się poruszać”[6].

## Charakterystyka
Dawniej zamieszkiwał równiny od zachodniej Kanady po Teksas. W Kanadzie został wytępiony w latach 30. XX w. a następnie reintrodukowany. Lis płowy zasiedla prerię i tereny pustynne.
Żywi się zajęczakami, ptakami, gryzoniami, owadami i jaszczurkami. Jest aktywny głównie nocą, o świcie i zmierzchu. Żyje około 15 lat. Waży od 2 do 3 kilogramów przy długości ciała dochodzącej do 80 cm i wysokości 30 cm. Dymorfizm płciowy słabo zaznaczony.

## Tryb życia
Gatunek głównie monogamiczny, ale zdarza się, że zmieniają partnera. Samce osiągają dojrzałość płciową ok. 1, a samice ok. 2 roku życia. Ciąża trwa 50-60 dni. W miocie rodzi się 2-6 młodych.
W warunkach naturalnych żyją przeciętnie 3-6 lat, a w niewoli do 14.